# Trollhättans poesifestival
Trollhättans poesifestival arrangeras årligen första helgen i mars. 
Bakom arrangemanget stod ursprungligen Poesiföreningen Dekadans och Trollhättans stad. Inbjudna artister och författare har bland andra varit: Erik Pauli Fylkeson, Gunnar Harding, Lars Demian, Lina Ekdahl.
Festivalen har haft ett genomsnittligt besökarantal på 230 personer.